# 機動戦士ガンダム MS IGLOOの登場人物
機動戦士ガンダム MS IGLOOの登場人物（きどうせんしガンダム エムエス イグルーのとうじょうじんぶつ）では、OVA『機動戦士ガンダム MS IGLOO』及び、当作品を基にした漫画版に登場する、架空の人物を列挙する。

## ジオン公国軍
以下の人物はリンク先を参照。
- ギレン・ザビ
- シャア・アズナブル

### アルベルト・シャハト
声 - 大木民夫
ジオン公国軍総司令部技術本部長で階級は少将。第603技術試験隊に新兵器の試験を委託する人物で、オリヴァー・マイの直属の上司にあたる。公国軍の技術開発の暗部を知る立場にいたものの、軍上層部の意向に逆らうことは出来ず、第603技術試験隊に不条理な命令を下すこともある。しかし若き技術士官であるマイには理解を示し、その心情をおもんぱかることも多い。

### アレクサンドロ・ヘンメ
声 - 宝亀克寿
第603技術試験隊に所属する砲術長で、階級は大尉。ジオン公国成立以前から20年近くも軍務に携わってきたベテラン砲術士で、自分の技術と経験に絶対の自信を持つ職人気質の「大砲屋」。そのため、貧弱な武装しか持たないヨーツンヘイムへの配属にはかなり不満を持っている。
宇宙世紀0079年1月15日、試作兵器として配備された艦隊決戦砲「ヨルムンガンド」の砲手に任命され、ルウム戦役において評価試験を担当することとなる。戦争の趨勢を左右する新兵器として期待されたヨルムンガンドだったが、実際はモビルスーツの存在を隠すための囮に過ぎなかった。そのため本来なら砲撃に必要な観測情報なども送られてこなかった。その事実を思い知らされてなお、直接照準による砲撃を行い、マゼラン級戦艦と相討ちとなって戦死している。

### ウィリアム・ハン
技術支援艦ヨーツンヘイムの3等甲板員。格納庫での物資整理などを行っていた人物で、刈り上げた髪とあごひげが特徴。

### ヴェルナー・ホルバイン
声 - 堀内賢雄
試作兵器・モビルダイバーシステム「ゼーゴック」の実戦投入試験のためにヨーツンヘイムに着任した海兵隊員で、階級は少尉。
勇敢な漁師であった祖父の形見の銛先をドッグタグに取り付け、お守りのように思っている。祖父はたった1人で鮫と戦い、今でも海に潜り続けているとホルバイン本人は言っているが、後の報告によりサイド3の病院で亡くなっていることが判明する。また、軍服を着崩しており、粗野なイメージが強く上官に対しても言葉遣いが悪い。出撃（ダイブ）の際には極端な躁状態となり奇声をあげる。モニクには「海もないのに海兵はおかしい」と指摘されている。
パイロット適性は非常に高く、ジャブロー上空にて行われたモビルダイバーシステム運用試験に関しては、警告システム作動前からジャブロー対空防衛を察知し回避するという類い希な操縦技術を見せている（この時、同乗者のヒデト・ワシヤはニュータイプではないかという憶測を持った）。だが4回の試験の内、初めの3回は戦果無し。4回目は、マゼラン級戦艦1隻、サラミス級巡洋艦4隻の同時撃沈という大戦果を挙げるものの、直後に連邦軍のコアブースターⅡ・インターセプトタイプ2機の追撃を受け、回収用のガウは撃墜。ゼーゴックも攻撃を受け、着水時に爆発を起こした。生死不明とされる。

### エーリッヒ・クリューガー
声 - 松本大
技術支援艦ヨーツンヘイムの副長で、階級は大尉相当官。もともとは軍人ではなく連絡貨客船の副長であったが、乗艦であるヨーツンヘイムが軍に徴用された際に軍属となっている。マルティン・プロホノウら艦の乗員とは、貨客船時代からの仲間であり信頼関係は非常に深い。特に艦長であるプロホノウは絶大な信頼を寄せ、言葉にせずとも考えることが互いに分かるほどだったという。

### エドガー・ノーズ
第603技術試験隊所属の技術士官で、階級は技術中尉。オリヴァー・マイと同じく観測指揮所でデータ収集を行っており、無精ヒゲと度の入っていない丸眼鏡が特徴。

### エミール・フローリン
カスペン戦闘大隊オッゴパイロット。階級は伍長。

### エルヴィン・キャディラック
声 - 相田さやか
カスペン戦闘大隊オッゴ第2小隊隊長。モニク・キャディラックの弟。階級は曹長。まだ幼さの残る年少兵だが、ヘルベルト・フォン・カスペンに対して一歩も退かぬ度胸と高い志を持った優秀な兵士。ヨーツンヘイム配属以前から姉であるモニクからの手紙でマイのことは知っており、乗機となるオッゴとマイに対して深い信頼を寄せる。
学徒動員（エルヴィン自身は志願兵である）で技術支援艦ヨーツンヘイムに配属され、第2小隊同僚2機を率いて3機で月の裏側で地球連邦軍のボール6機（パイロットの半分は昨日着任したばかりの素人で無線の一般回線すら開いたまま。近接戦型2機を含む）と戦闘。僚機が戦闘中にザクバズーカの可動不調を起こしたので救援に向かったが、敵のボールのキャノン砲攻撃を受けて撃破され戦死した際に一時パニックに陥るも姉のモニクの助言によって短時間で戦意を回復し、果敢に戦闘を継続。結果、ボール部隊を僚機1機の援護を受けつつも、ほぼ独力で壊滅させ、残った1機も互いに弾薬切れという状況下で冷静に説得し投降させることに成功している。しかし、投降した白帯のボールを捕虜にして帰投する際に、サラミスの砲撃を受け、捕虜機もろとも爆発。戦死する。
僚機のパイロット1名は撃破され戦死したが、もう1名は白帯以外のボール撃破に貢献しエルヴィンの戦闘終結まで援護をしてくれた(エルヴィンは動揺し棒立ち状態になって敵の優先攻撃目標として狙われてしまうが援護射撃をして駆けつけている、エルヴィンも姉モニクの叱咤によって息を吹き返して敵の隊長機のボールのキャノン砲を引きちぎステッキのような打撃を行って撃破している)、その後は台詞なしで帰還したかは不明である。
エルヴィンの戦死で姉のモニクは泣き崩れて取り乱した。

### エンマ・ライヒ
漫画版のみに登場。階級は中尉。試作MSゲム カモフのパイロットとして第603技術試験隊に配属される。ジオンの思想に共鳴し地球連邦から亡命した義勇兵で、本名はエンマ・ ライチェ。ジオン軍からは捨て駒的な扱いを受け、同じく連邦から亡命した仲間とともに、満足な整備も受けていないザクIを与えられ戦っていたが、パイロットとしての技術は優秀で、整備もままならないザクIや、機体に問題のあるヅダを乗りこなしている。
ジムとして誤認させるためだけに開発されたゲム カモフのパイロットとして、偽装によって連邦軍艦船に近づき攻撃・破壊活動を行い、その最中に攻撃した連邦軍の艦船に乗艦していたかつての親友を殺してしまう。連邦を裏切りジオンに加担した自分たちを、イソップ寓話のひとつ「卑怯なコウモリ」にたとえ、自機にコウモリをあしらったエンブレムを描くなど、自分たち義勇兵がジオンの人間ではないという扱いを受けていることを自覚しているが、故郷を捨てた自分たちには戦ってジオンに認めてもらうしかないため、ゲム カモフに搭乗し戦っている。
技術試験において良好な結果を出し、ジムとの誤認率が高いことを証明。技術試験隊のメンバーとも打ち解け始めたが、作戦終了後、事情を知らずに偶然通りかかった友軍のムサイから連邦機と誤認され攻撃を受け、戦死する。

### オッチナン・シェル
新型MSヅダ3号機のテストパイロットで、階級は中尉。宇宙世紀0079年11月9日の評価試験中、制止を無視して機体を加速させたため、機体が空中分解して、死亡している。OVAでは名前は一切出ない。

### オリヴァー・マイ
声 - 石川英郎
本作品の主人公。第603技術試験隊に所属する技術士官で、階級は技術中尉。公立ズム工業カレッジを卒業した後、ジオン公国軍技術本部技術試験課に配属され、第603技術試験隊の一員として様々な兵器の開発に関わっていく。
パイロット達からはよく「技術屋」と呼ばれている。モニク・キャディラック曰く「技術馬鹿」。本当に正しい技術は真に認められるべきであると信じており、兵器開発という分野でジオン独立戦争に貢献しようという高い志を抱いている。そのため、さまざまな政治的思惑が介入し、とても兵器開発の現場とは言い難い第603技術試験隊の任務に、独り困惑することも少なくない。だが、ア・バオア・クーにおける最終決戦において自ら試作MAビグ・ラングのパイロットを務めた際、兵士達が命を預け戦ったならばどんな兵器でも正しく後世に伝えるのが自分の役目である、と考えを新たにし、自身の最後の戦いの記録をヨーツンヘイムへと託す。最終的には、友軍の脱出路を確保するため、Eフィールド防衛ラインに踏みとどまり乗機は撃破されるが、モニク・キャディラック駆るヅダに救出され、一年戦争を生き延びている。
エピソードごとに登場する試作兵器とそのパイロットに焦点が当てられる本作において、傍観者として振る舞い、また試験した兵器の戦いの記録者の役割を担う。だが最終回「雷鳴に魂は還る」では、自らパイロットを務めることにより、それまでの戦いの意味を見つめ直す。
各話のエンドロールでは、そのエピソードで運用して消えていった試作兵器の技術試験報告書をつづる形をとる。
なお、本人も語っているようにパイロットとしての腕前は優れていないと考えられるが、ビグ・ラングに搭乗した際には少なくともボール6機、ジム2機を撃破し、マゼラン級戦艦1隻、サラミス級巡洋艦5隻を撃沈している。
小説版の解説で、監督の今西隆志は「戦後の闇市に登場する探偵」をイメージした、と語っている。
コミック版『機動戦士ガンダム0083 REBELLION』では一年戦争後はモニクやヒデト・ワシヤ共々アクシズに落ち延びており、デラーズ・フリートへの物資搬入任務で登場している。

### キム・ハラミ
声 - 立野香菜子
技術支援艦ヨーツンヘイムの女性甲板員。物資搬入にうるさく口出ししてくるモニク・キャディラックを一喝したことがあったらしい。

### ギュンダー・ローズマン
漫画版のみに登場。階級は曹長。試作兵器「エーギル」の射手として、ザク・マリンタイプに搭乗し実験に参加する。かつて、地球連邦軍の潜水艦のだまし討ちにより乗船を撃破され、さらに潜水艦が海上に漂流中だった仲間への追加攻撃を加えたため（条約で定められているわけではないようだが、戦闘後に漂流中の兵士への攻撃は控えるのが「海の男の掟」と説明されている）、仲間のほとんどを失い、自身もその時に右目を負傷している。
エーギルの射出実験中に、だまし討ちを行った地球連邦軍の潜水艦、並びに同エンブレムが描かれたフィッシュアイと遭遇。フィッシュアイは全機撃墜するが、その際の戦闘でエーギルを損傷させてしまう。だが、仲間の敵討ちをするため、反対を押し切り損傷したエーギルからビームを発射。潜水艦を撃沈するが、破損のため排出しきれない熱量によってエーギルは爆発、それに巻き込まれて戦死する。

### ジャン・リュック・デュバル
声 - 土師孝也
ツィマット社の元テストパイロットで、階級は少佐。
宇宙世紀0071年、ツィマット社の開発したヅダのテストパイロットとしてザクI とのコンペティションに臨むものの、試験中に同じくテストパイロットだった部下フランツが乗ったヅダが空中分解事故を起こし制式採用は見送られてしまう。ザクよりも優秀と信じていたヅダが不採用とされた結果に屈辱を覚え、汚名返上の時を待ち続ける。
宇宙世紀0079年10月、新型であるEMS-10ヅダのテストパイロットとして第603技術試験隊に配属されるが、新型とされたEMS-10の実態はEMS-04と基本設計がほとんど変わっておらず、軍上層部のプロパガンダに利用されただけの「ゴーストファイター」だった。自身はその事実を承知しつつも隠し続けていたが、試験中に4年前と同じ空中分解事故が起こり、加えて連邦のプロパガンダ放送で暴露されてしまう。失意の中オデッサから脱出した友軍を救出するために出撃し、ジム4機を翻弄し、ヅダの性能を証明するという己の信念を貫き通し、散っていく。

### ジーン・ザビエル
声 - 高橋美佳子
技術支援艦ヨーツンヘイムの2等航海士を勤める黒人女性。階級は曹長相当官。空間商船高等専門学校を卒業後、ヨーツンヘイムのオペレーターを務めていたが、乗艦が徴用された際に軍属となっている。ブリッジ唯一の女性乗員で、主な役割は情報収集と状況分析。ドメニコ・マルケスに代わり操艦を務めることもある。「黙示録0079」第3話で、マイの生還を最初に確認し、安堵と歓喜の声をあげている。

### ゼン・ワーテルロー
声 - 今村直樹
技術支援艦ヨーツンヘイムの砲術士で、階級は少尉。

### デメジエール・ソンネン
声 - 天田益男
ジオン公国軍の戦車兵で、階級は少佐。元々は戦車教導団の教官を務めるほど優秀な戦車兵であったが、時代の主流となりつつあったモビルスーツへの転科適正試験に落ち、自堕落な生活を送っていた。
宇宙世紀0079年5月頃、第603技術試験隊に配属され、試作モビルタンク「ヒルドルブ」の再評価試験に携わる。それは戦力不足を余剰試作機で補う使い潰しでしかなかったが、ソンネンはこれこそ再起のチャンスと信じて疑わず、同年5月9日北米アリゾナ州に降下し、試験を開始する。鹵獲したザクII（J型）を駆る連邦軍コマンド部隊と交戦し、これを単独で殲滅、最終的には敵の隊長であるフェデリコ・ツァリアーノと相討ちで果てる。
モビルスーツ転科適正試験で不採用とされたソンネンは、そのショックから自暴自棄になり、荒れた生活のなかで健康を害し発作的な痙攣を引き起こすようになっていた。ソンネンは、この時折起こる痙攣発作を「ドロップ」と称するものを服用することで抑えており、一連の様子を目の当たりにしたマイに「ドロップを食うか？」と聞いている描写がある。しかし、連邦軍との戦闘で見せた戦車乗りとしての卓越した腕は衰えておらず、的確な判断でザク6機、61式戦車2両を撃破する。試験機ヒルドルブ自体は破壊され自身も戦死したものの、損害を補って余りある戦果を上げており、ヒルドルブの過去の不本意な評価を払拭したと言える。
ソンネンはモニク・キャディラックの教官であった。かつての師と再会したキャディラックは自暴自棄となった彼の顛末を厳しく批判していたが、彼の最期を知った彼女はその死を悲しんでいる。戦車がMSに主力兵器の座を奪われていった中で自分の信念を曲げなかった彼は、「時代に取り残された軍人」、キャディラックの言葉を借りて悪く言えば「負け犬」である。しかしマイは「軍人は腐っても負け犬ではない」と評してもいる。

### ドメニコ・マルケス
声 - 志賀克也
技術支援艦ヨーツンヘイムの3等航海士で、階級は曹長相当官。商船時代からヨーツンヘイムに乗り組んでおり、ゴーグル型のサングラスとオレンジに染め上げた髪が特徴。戦闘中に軽口を叩くような明るすぎる性格。ブリッジでは操艦を務めている。

### ハンナ・カリーナ
声 - 早水リサ
第603技術試験隊所属の技術士官で、階級は技術中尉。オリヴァー・マイと同じく観測指揮所でデータ収集を行っており、マイの右隣に座っている。マイがビグ・ラングのパイロットを務めた際は、代わりに機体の説明を担当する。

### ヒデト・ワシヤ
声 - 福山潤
第603技術試験隊に所属するテストパイロットで、階級は中尉。
真剣さに欠け調子に乗りやすい性格だが、ヅダ飛行試験中にオッチナン・シェルの事故死に直面した際には人目もはばからず号泣していた。第603技術試験隊の中ではとりわけ快活な人物で、同部隊のムードメーカーを担っていた。
配属当初は観測機のパイロットなど不本意な任務しか与えられなかったものの、ヅダ2号機のテストパイロットに抜擢され、評価試験後もそのまま乗り続けている。最終的にはヨーツンヘイムの護衛を務めながらア・バオア・クー脱出に成功し、激戦を生き延びている。

### フィリップ・ブーランジェ
第603技術試験隊所属の技術士官で、階級は技術中尉。オリヴァー・マイと同じく観測指揮所でデータ収集を行っており、七三分けの髪型と近視用眼鏡が特徴。

### フランツ・プラント
学徒動員で召集された年少兵。階級は伍長。搭乗機はオッゴ。

### フリードリッヒ・カッテル
学徒動員で召集された年少兵。階級は伍長。搭乗機はオッゴ。

### フレデリック・ヤーン
カスペン戦闘大隊に配備された34名のオッゴパイロットの中、先任准尉として着任した3人のうちの1人。搭乗機はオッゴ。

### ヘルベルト・フォン・カスペン
声 - 沢木郁也
第603技術試験隊を編入した「カスペン戦闘大隊」を率いるジオン軍人。階級は大佐。左手は義手（自らの意思で動かせる精巧なもの）になっている。専用機・ゲルググ（グレー系カラーに塗装され、高機動型のものに似たバックパックと指揮官用ブレードアンテナを装備している）に搭乗する。カスタマイズされた将校軍服の着用が許されており、5つの勲章を授けられている。勲章の内訳は、襟に1級ジオン十字章、左袖にルウム戦役シールド、胸に2級ジオン十字章、白兵戦功章、ブリティッシュ作戦功労章。
ジオン独立戦争を聖戦と考えているタカ派的軍人で、感情が高ぶると義手をつかんだり、ギリギリと鳴らす癖がある。自他共に厳しい高潔な軍人であるが、口調や態度は常に居丈高で大仰、自分の意見を述べる際にも余分なことを付け加えないため誤解を招きやすく、それが原因で603技術試験隊内では浮いた存在となり、特にモニク・キャディラックは不快感を露にしている。
第603技術試験隊に来る前は宇宙要塞ソロモンで戦い、ソーラ・システムによって大勢の部下を失った。ドズル・ザビ配下の宇宙攻撃軍所属と思われるが、確定はしていない。オッゴの実戦投入に伴いカスペンは精鋭のパイロット達の赴任を期待していたが、上層部の判断により年少兵が送られ自分の栄光を侮辱されたと激怒する。しかし、のちにエルヴィン・キャディラックの毅然とした態度などから、年少兵らをある程度認めるようになる（ただし、司令部命令でグラナダ宙域に先行出撃させたエルヴィンら第1小隊は初陣でボールを多数撃破する大戦果を挙げるが撃破されて戦死している）。ア・バオア・クー防衛戦では、一番手薄なEフィールドの防衛を命じられた。ア・バオア・クー防衛司令部の命令と友軍艦隊敗走で敗戦の事実を知らされたときは一時現実を認めようとしなかったが、敗走する友軍への追撃を阻止するため、そしてビグ・ラングとオッゴを救援するため、自ら出撃する。最期は自身のゲルググで年少兵が駆るオッゴを庇って壮絶な戦死を遂げる。
最高司令部であるギレン総帥を崇拝しておりソーラーレイ発射後は未だ勝機ありと発言し、ソロモンのソーラーシステムの意趣返しをしている（現実のギレンはキシリアに銃殺されているが、カスペン自身はそのザビ家の内紛による暗殺など知る由もなくIGLOOはギレンの演説音声のみ登場し、投降命令を受けた時点ではギレンは既に暗殺されていたが「ギレン総帥は何をお考えか」と不満を露わにしている）。

### ヘルマン・エッケルト
学徒動員で召集された年少兵。階級は曹長。搭乗機はオッゴ。

### マルティン・プロホノウ
声 - 飯塚昭三
試験支援艦ヨーツンヘイムの艦長で、階級は中佐相当官。サイド3の空間商船大学を卒業して以来、約20年間連絡貨客船の船長を務めてきたベテランの船乗りで、乗艦のヨーツンヘイムが軍に徴用された際に、軍属となっている。商船時代から船長を務めていただけあって、冷静で高い判断力を持つ。ジオン公国への愛国心は抱いているものの、うさん臭い第603技術試験隊の任務（むしろジオン独立戦争自体）には懐疑的で、モニク・キャディラックのような本職の軍人とは異なる視線で戦乱を見ている。しかし、乗機を撃墜されたオリヴァー・マイの生存が判明した際に安堵の表情を見せるなど、本質的には優しい人物である。
軍人というよりも、「船乗り」「海の男」としてのプライドが強いことが発言からうかがえる｡また、同型艦で同じく技術試験の任についていた旧友ルデル（第604試験支援艦・ムスペルヘイム艦長）が任務中に戦死した際はかなり感傷的となり、割に合わないその任を引き継いでおり、ロマンチストな面がある。
最終的にはア・バオア・クーのEフィールド防衛戦にヨーツンヘイムと共に参加。的確な指揮で多くの友軍を救出し、ア・バオア・クーからの離脱に成功している。

### モニク・キャディラック
声 - 長沢美樹
本作のヒロイン的存在。総帥府「ペーネミュンデ機関」から技術支援艦ヨーツンヘイムに派遣されて来た女性士官。いわゆる政治将校で階級は特務大尉であり、一般の軍隊においては2階級上の中佐に相当する。そのため、作戦に関する事項ではプロホノウですら指揮下に入れることが出来る。彼女の軍服はギレンの秘書であるセシリア・アイリーンが着ているものと同様に赤い。
当初はルウム戦役においてギレン・ザビから与えられた任務を果たすために意気揚々とヨーツンヘイムへと乗艦し、ヨーツンヘイムの乗員を威圧している。しかしルウム戦役における任務が（モビルスーツがジオン軍の主力であることを伏せるための）偽装で、当初から相手にされていなかったことに気づくと、ヨーツンヘイムの一員として任務に取り組むようになる。
かなりの毒舌家で、乗艦早々ヨーツンヘイムを「筆箱のような船」と皮肉る。また怒りっぽい性格で、マニュアルに従わない整備兵や失礼な態度をとったヴェルナー・ホルバインを怒鳴りつける場面も見られる。デメジエール・ソンネンはかつての教官であった。
弟はエルヴィン・キャディラックで、後にジオン軍に志願し曹長となる。ヨーツンヘイムで偶然再会した際には彼の身を案じ、彼が戦死した際には人目もはばからず号泣、しばらく自室に引きこもっている。だが弟エルヴィンの戦死を乗り越え、直後のア・バオア・クー防衛戦では、カスペン大佐がゲルググの出撃で独断専行を強行しようとプロホノウ艦長に銃を突き付けて脅迫した際に、カスペン大佐に銃を突き付けて範を垂れるべき上官の行動ではないと抗議し、先ほどまでの錯乱を「鬼の攪乱」と称した。
MSパイロットとしての腕も確かで、ヅダの予備機を駆りオデッサから撤退してきた友軍の救出活動に従事した他、ア・バオア・クー防衛戦では乗機ヅダの片腕を失いつつもビグ・ラングの援護などを行う。ビグ・ラングが撃墜された際はマイの救助を行い、共に終戦を迎えている。
漫画版では、地球の海へ出向くことになったマイに浮き輪を渡すなどの場面もある。
「1年戦争秘録」第2話ではマルティン・プロホノウが母親の飼っているヨークシャー・テリアと印象をダブらせているが、実際にモデルは監督の今西隆志の飼い犬であるという（小説版「黙示録0079」解説より）。苗字は同名の高級車に由来。

### ユルゲン・ヘプナー
声 - 坂口哲夫
技術支援艦ヨーツンヘイムの甲板長で、階級は少佐相当官。プロホノウ艦長らとともに、同艦が軍に徴用された際に軍属となっている。モビルダイバー運用試験の際、マイの評価を聞いて半ば諦観したコメントをしている。

### ヨセフ・デューイ
学徒動員で召集された年少兵。階級は伍長。搭乗機はオッゴ。

### リヒャルト・ヴィーゼ
漫画版にのみ登場。技術大学教授であり、オリヴァー・マイもかつて教えを受けていた。観測ポッドバロール開発者。暗礁空域での性能評価試験中に小破、機能停止したバロールを、命懸けの行動で再起動させる。再起動中に衝突しそうになったデブリからバロールを護り死亡する。
試験終了後には、その莫大な開発費を使った責任を取らされ技術大学教授の席を追われ、軍属としてバロールと共にどこかへ転属されることが決まっていた。

## 地球連邦軍

### フェデリコ・ツァリアーノ
声 - 中田譲治
地球連邦軍のコマンド部隊「セモベンテ隊」隊長で、階級は中佐。ツァリアーノの率いるセモベンテ隊は鹵獲した陸戦型ザクII（J型）を運用し、味方を装ってジオン公国軍物資集積所を襲撃するというゲリラ作戦を実施していた。元々は戦車乗りであったとされるが、劇中では人相相応に粗暴な口調と性格、左目の眼帯、傷跡の残った顔など、「ステレオタイプなチンピラ兵士の親玉」として描かれている。だが一方で冷静な戦略眼と確かな戦技を持った指揮官でもあり、部下たちを思い遣れる人情味も持ち合わせている。連邦軍人には珍しく、特別にデザインされたヘルメットを装着している。
ツァリアーノは頭部にブレードアンテナを装備した指揮官仕様のザクII（J型）1号機【機番321】に搭乗。第128物資集積所襲撃の際は歩哨を120ミリザクマシンガンで射殺。第67物資集積所では油断した警戒中のザクIを至近距離から銃撃するなど残忍さがうかがえる戦法をとっている。その際、ジオン兵に「お前、ひどい訛りだな！」と言われている。
ソンネンが駆るヒルドルブからの奇襲攻撃を受けた際、混乱する部下を一喝、敵の置かれている状況を冷静・的確に分析し、部隊に指示を出している。しかしながらヒルドルブの性能は彼の予想を超えており、乗機は右足を損壊させられ、部下達も全滅する。その後ザクマシンガンの台尻でヒルドルブに格闘戦を挑み、その頭部に接射を見舞い沈黙させる。ヒルドルブを撃破したと思い、マイたちが乗るコムサイを仕留めるべく移動を開始したところを、背後からヒルドルブの主砲の砲撃を受けて戦死。かなりの近距離から砲撃されたため、その衝撃で彼のザクIIは撃たれた瞬間に上半身が爆砕。直後にヒルドルブも完全に沈黙する。

### セモベンテ隊
地球連邦軍がモビルスーツ（以後MS）を配備する以前に、鹵獲した公国軍MSなどを機甲部隊に編入して創設されたコマンド部隊のひとつ。敵の傍受を防ぐため、鹵獲機の通信機は連邦軍の装備に変更されている。鹵獲ザクを装備した特殊部隊は他にも多数存在したことが示唆されているが、映像作品に登場した部隊はヒルドルブと交戦した本部隊のみである。これら部隊の使命はゲリラ戦を展開することだけでなく、将来の連邦軍MS配備を見据えて、連邦軍MS戦術を確立することである。さらにMS部隊の指揮官育成を兼ねており、教導団的な性格をもつ。
ザクII×3機および61式戦車1輌からなる小隊を2個小隊分率いる形で構成され、現在知られる公式な戦果として宇宙世紀0079年4月29日の公国軍第128物資集積所襲撃および同年5月9日の第67物資集積所襲撃がある。おもに北米のアリゾナ砂漠を戦闘の拠点としており、友軍を装ってジオン軍の物資集積所を襲撃する戦術を基本としている。その際、ツァリアーノが120ミリマシンガンを指して「こいつの120ミリ（砲弾）、あるか？」と聞いて油断を誘う。
セモベンテ隊は宇宙世紀0079年5月9日の第67物資集積所襲撃の折、性能評価試験中だったジオン公国軍試作モビルタンク「ヒルドルブ」と遭遇し、激戦の末に相討ちという形で全滅、隊長以下全員が戦死している（実際はヒルドルブ1両にツァリアーノ以外が一方的に倒されている）。
隊長のツァリアーノ以外のパイロットは一切映像に登場していない。部隊名のセモベンテ（Semovente）とは、イタリア語で自走砲を意味する単語である。
第1小隊
ペンター
ザクII（J型）2号機（機番322）に搭乗。第2射の標的となるがかろうじて回避する。
その後ツァリアーノ等とヒルドルブに肉迫するが、一瞬の隙をつかれマシンガンで自機を蜂の巣にされて戦死、マシンガンも奪われる。
ボロゴノフ
声 - 江川央生
ザクII 3号機（機番342）に搭乗。ヒルドルブに接近してマシンガンを乱射するが装甲に阻まれる。ヒルドルブの砲撃による反動を利用して突撃され、倒れたところに対空散弾砲による零距離からの砲撃を受け戦死。
ミッチェル
61式戦車（車番142）に搭乗。車長および砲手を務める。ザクマシンガンの猛射を受け戦死。
第2小隊
スチュワート
声 - 矢部雅史
ザクII 4号機（機番343）に搭乗。第2小隊の小隊長。ヒルドルブの後部左キャタピラを破壊し、シュツルムファウストでとどめを刺すべく接近するが、半MS形態に変形したヒルドルブに怖気づき、至近距離から砲撃を受け戦死。
ジャクソン
声 - 田中一成
ザクII 5号機（機番344）に搭乗。ヒルドルブの焼夷榴弾により機体が炎に包まれ、立ち止まった隙に主砲の直撃を受け戦死。
クルス
ザクII 6号機（機番324）に搭乗。ヒルドルブに対し背中を向けていたところを最初に狙撃され戦死。
フランシス・マリオン
声 - 服巻浩司
61式戦車（車番144）に搭乗。車長および砲手を務める。階級は大尉。マシンガンの銃撃を避けるため稜線の影に隠れるが、放たれた主砲の着弾の余波を被り戦死。
マルコ・サン＝ロザリオ
61式戦車（車番144）に搭乗。操縦手および無線手を務める。階級は曹長。マリオンと共に着弾の余波により戦死。部隊の中では唯一、本編中名前の登場もしていない。